# 瓶覗き
瓶覗き（かめのぞき）とは、白に近いごく薄い藍色。英語色名のペールアクア（ごくごく薄い水色）に近い。藍色系統に属するが殆ど色味が無いため、オフホワイト（日本語の染色用語なら「白殺し」）に属すると考える場合も有る。
留紺＞黒紺＞紺（勝色）＞藍＞花色＞浅葱＞水浅葱＞瓶覗きと藍色系統ではもっとも薄い色で、染色の際も藍瓶に漬けてすぐに引き上げてしまうことから「瓶覗き」と呼ばれる。
また、水瓶に映りこんだ青空の色を表現したので瓶覗きと呼ぶという説もあるが、江戸時代、瓶覗きと空色はどちらも同時期使われており、染色指南などを見るに空色のほうが濃い色で派生の色も数多く存在する。
なお、古典落語の紺屋高尾などに登場する、早染めの「かめのぞき」の色は浅黄色である。早染めのために藍瓶に跨り下を向いている美女の高尾の顔を見たい客たちが、水面に映る彼女の顔を見るべく瓶の中を覗いたから「瓶覗き」と呼ばれるようになった、というものである。